# Henophidia
Los henofidios (Henophidia) es una superfamilia del suborden Serpentes (serpientes) que contiene boas, pitones y otras serpientes. Las serpientes que pertenecen a esta superfamilia se consideran más primitivas que las de las otras superfamilias, Typhlopoidea y Xenophidia.

## Familias
- Aniliidae
- Anomochilidae
- Boidae
- Bolyeriidae
- Cylindrophiidae
- Loxocemidae
- Pythonidae
- Tropidophiidae
- Uropeltidae
- Xenopeltidae

## Enlaces
- Wikispecies tiene un artículo sobre Henophidia.

- Datos: Q2142829
- Especies: Henophidia